# The Evangelist
The Evangelist er en amerikansk stumfilm fra 1916 af Barry O'Neil.

## Medvirkende
- Gladys Hanson som Christabel Nuneham.
- Walter Law som Sir James Nuneham.
- Ferdinand Tidmarsh som Philip Nuneham.
- George Soule Spencer som Sylvanus Rebbings.
- Jack Standing som Rex Allen.